# الکرزی
الکرزی (به هلندی: Elkerzee) یک منطقهٔ مسکونی در هلند است که در اسخائن-دایفه‌لاند واقع شده‌است.